# Krijtvaaggronden
Een krijtvaaggrond is een bodemtype binnen het Nederlandse systeem van bodemclassificatie dat behoort tot suborde van de xerovaaggronden. Deze gronden zijn gevormd door verwering van kalksteen (krijt). Krijtvaaggronden hebben een A-horizont die direct aansluit op de kalksteen. Het vaste gesteente begint binnen 40 cm vanaf het oppervlak. Deze gronden worden internationaal Rendzina's genoemd. In Nederland komen ze uitsluitend in Zuid-Limburg voor.
In de oude versie van de Nederlandse bodemclassificatie uit 1966 werden de krijtvaaggronden ingedeeld bij de eerdgronden onder de naam 'krijteerdgronden'.

## Schematische profielbeschrijving
De onderstaande tabel omvat een schematische uiteenzetting van het bodemprofiel van een krijtvaaggrond.
| Horizont | Diepte   | Omschrijving                                                                          |
| -------- | -------- | ------------------------------------------------------------------------------------- |
| Ah       | 0–12 cm  | bruine, matig humeuze, matig lichte zavel, kalkrijk, afgerond blokkige structuur      |
| AC       | 12–25 cm | bleekbruine, matig humusarme, matig lichte zavel, kalkrijk, scherp blokkige structuur |
| 2Rg1     | 25–40 cm | vrij zachte kalksteen, matig veel roestvlekken, matig veel wortels                    |
| 2Ru1     | 40–65 cm | vrij zachte kalksteen, weinig wortels                                                 |
| 2Ru2     | 65–75 cm | harde kalksteen                                                                       |
| 2Rg2     | > 75 cm  | zachte kalksteen, matig veel roestvlekken                                             |